# وسنا بایکوشا
وسنا بایکوشا (انگلیسی: Vesna Bajkuša؛ زادهٔ ۲۱ مهٔ ۱۹۷۰) بازیکن بسکتبال اهل یوگسلاوی بود.